# Dirades alikangensis
Dirades alikangensis är en fjärilsart som beskrevs av Embrik Strand 1916. Dirades alikangensis ingår i släktet Dirades och familjen Uraniidae. Inga underarter finns listade i Catalogue of Life.